# Chiesa di San Felice di Tenna
La Chiesa di San Felice di Tenna è una tra le chiese più antiche di Tramonti, è sita nella frazione di Pietre.

## Storia
Chiamata anche San Felice della Tenda, la precisazione di Tenna (o della Tenda) non si riferisce al martire nolano ma alla località dove sorge, infatti, in un documento del 1152 viene citato un noceto di San Felice detto anche ipsa tenda.

### Fondazione
L’anno di fondazione della chiesa è sconosciuto, viene citata in un documento  del 1270 relativo ad alcune sue proprietà . Nel 1517 gli uomini di Pietre comprarono dal Rettore della chiesa di San Felice, Don Tesio De Vivo, un terreno per potervi costruire la cappella di Santa Maria delle Grazie e per fondarvi la Confraternita omonima di Santa Maria delle Grazie.
 
Nel 1581 fu sepolto qui Agostino de Vivo.

### Fondazione delle cappelle gentilizie
Nel 1525 Roberto Romano, fratello o zio di Ambrogio Romano vescovo di Minori, fondò una cappella gentilizia in onore di Santa Lucia. In questa cappella nel 1598 fu posta una lapide che recitava: 
( Matteo Camera, Memorie storico-diplomatiche dell'antica città e ducato di Amalfi, vol. 2, 1881,  p. 466.)

Alla fine del Cinquecento la famiglia Palumbo fonda la sua cappella gentilizia, dove era presente una lapide con l’iscrizione:
( Matteo Camera, Memorie storico-diplomatiche dell'antica città e ducato di Amalfi, vol. 2, 1881,  p. 466.)
  A Pietre la famiglia Palumbo possedeva un proprio palazzo, nell’odierna località Palombe. 
 Del 1605 era la lapide che recitava:
 
( Matteo Camera, Memorie storico-diplomatiche dell'antica città e ducato di Amalfi, vol. 2, 1881,  p. 466.)
 La famiglia Fontanella, come la Palumbo, aveva un proprio Palazzo a Pietre, molto probabilmente lungo l’odierna Via Fontaniello.
E altre due lapidi, la prima:
( Matteo Camera, Memorie storico-diplomatiche dell'antica città e ducato di Amalfi, vol. 2, 1881,  p. 466.)
La seconda:
( Matteo Camera, Memorie storico-diplomatiche dell'antica città e ducato di Amalfi, vol. 2, 1881,  p. 466.)

### Crollo della navata sinistra e della cappella della confraternita
La chiesa originariamente a tre navate, subì il crollo della navata sinistra e della cappella della 
confraternita causato dell’instabilità del terreno su cui erano state costruite. La chiesa fu restaurata e adattata al culto nel 1632.
Una relazione del parroco Don Giovanni Andrea Fontanella della prima metà del Seicento, non datata ma probabilmente successiva al restauro del 1632, descrive accuratamente la chiesa, avente: 
- due navate disuguali che formavano una croce, la prima (quella verticale) lunga 38m e larga 13m, la seconda (quella orizzontale posta “sopra”) larga 22m;
- Undici cappelle con e senza altari;
- 16 finestre;
- Un chiostro coperto con una grande croce sul davanti;

Il Fontanella soggiunge che nella chiesa operava anche una congregazione di monache di Santa Marta oltre alla già citata confraternita di laici di Santa Maria delle Grazie.

Dagli atti della Visita pastorale di Monsignor Angelo Pico del 1639, risultavano operanti la Confraternita del SS. Corpo di Cristo e una Schola Cantorum di sole donne guidata da Ottavia Fontanella, chiamata “abbatissa”. 
Dalla relazione della Visita pastorale di Monsignor Stefano Quaranta del 1663, si evince che la 
Confraternita di Santa Maria delle Grazie officiasse in una cappella all’interno della chiesa parrocchiale e che quindi la cappella originaria della Confraternita fosse andata distrutta.

### Terremoto del 1688 e ricostruzione
Nel 1688 il terremoto del Sannio fece crollare completamente la chiesa. Il primo dicembre 1760 la confraternita di S. Maria delle Grazie affidò l'incarico di ricostruire la chiesa a Giovan Camillo Quaranta di Ravello che servendosi dei fabbricatori (muratori) di Pietre, mise in essere su suo disegno, dalle fondamenta: l'arco maggiore che capeggia l'altare, gli spazi del presbiterio e la volta di copertura della navata.
Il 13 maggio 1761 la confraternita commissionò allo stuccatore napoletano Nicola Sommiello di decorare le strutture del Quaranta, rivestendole prima di rustico (intonaco) e poi di stucco, biancheggiarle e infine di ricacciare le cornici, i cornicioni e gli intagli come definito dai disegni dell'ingegnere Francesco Giordano di Napoli.  I lavori di stuccatura iniziarono nel marzo 1762.

### La confraternita nell'Ottocento
Negli anni Sessanta dell’Ottocento la Confraternita di Santa Maria delle Grazie era ancora attiva, infatti, tra il 1862 e il 1866 si dota di un nuovo statuto formato di 38 articoli firmato da undici confratelli.. La Confraternita a differenza di altre realtà laicali di Tramonti è resistita nel tempo anche per la concessione dell’Assenso Regio che ne ha evitato la soppressione a cui andarono incontro molte confraternite di Tramonti dopo la 
promulgazione della legge di Ferdinando IV del 1776 che imponeva a tutte le confraternite di 
fornirsi dell’Assenso Regio. 

### Restauro del 1932
La chiesa subì notevoli danni a causa del Terremoto dell'Irpinia e del Vulture del 1930, fu ristrutturata nel 1932 e venne eretta la casa canonica, ne fa testimonianza una lapide posta sulla facciata:

(Lapide posta sulla facciata della chiesa)

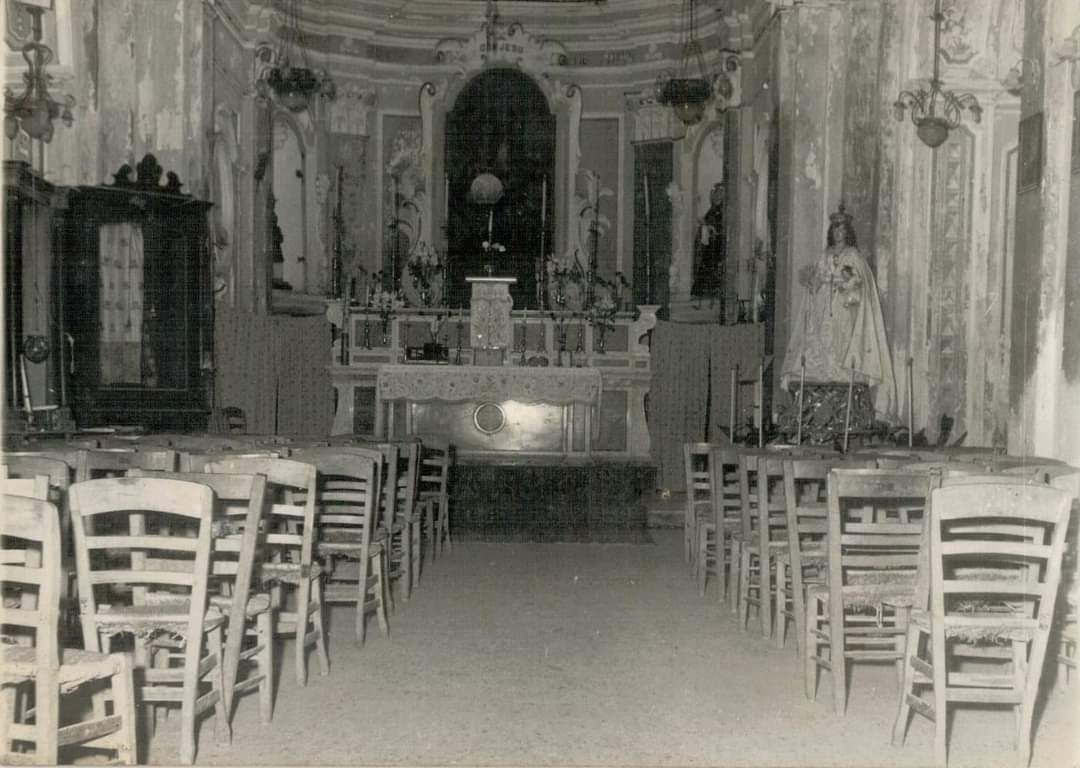
La chiesa in una fotografia scatta un 2 luglio degli anni 60

## La facciata

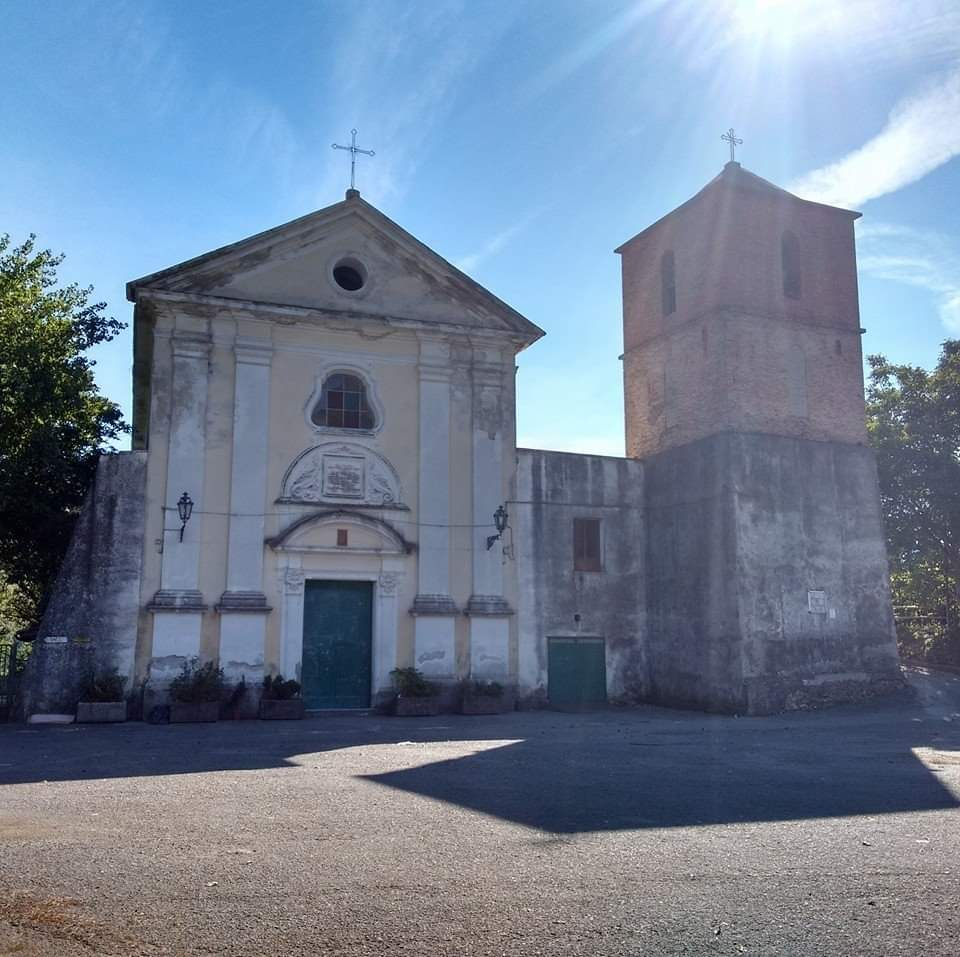
La chiesa prima dei lavori di restauro del 2024

La facciata è molto semplice e fine, è costituita da due paraste binate, coronate dal frontone con al centro un oculo. Una finestra che sormonta una lapide commemorativa del restauro del 1932. Il portale d'ingresso di colore verde è decorato da due paraste con capitelli posti ai suoi lati, al di sopra di essi vi è lo stemma pontificio di Pio XI.

## L'interno
L'interno è a una sola navata con cappelle laterali, conclusa dall'abside con copertura a catino, mentre la navata è coperta da una volta a botte con unghie, all'interno delle quali si aprono le otto finestre che lasciano entrare luce. Sul portale d'ingresso è posto l'organo della cantoria. Nella prima cappella a cornu epistolae è posta una tela raffigurante l'Immacolata Concezione attribuita a Silvestro Buono, dipinta tra il 1570 e il 1580.

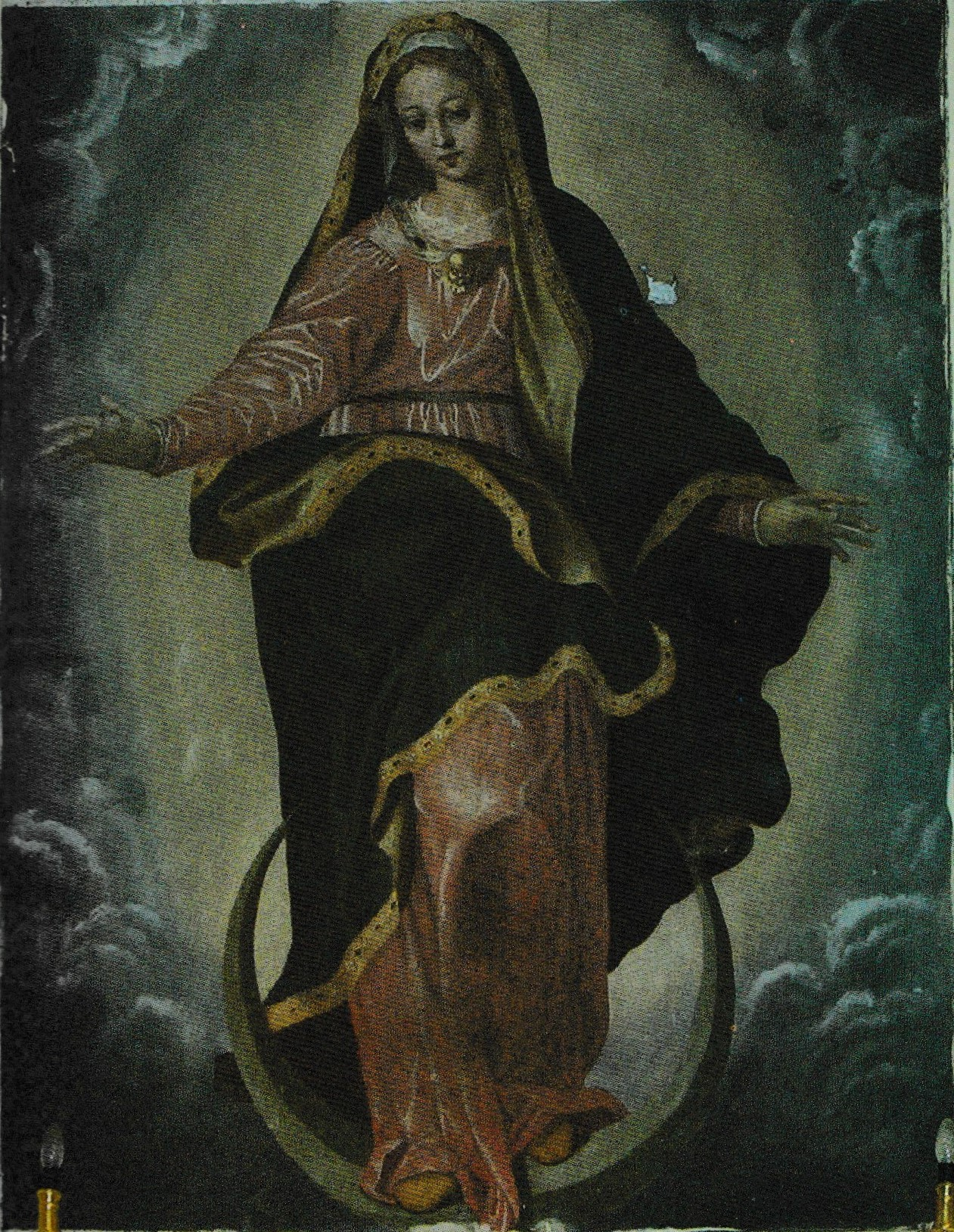
Tela cinquecentesca dell'Immacolata attribuita a Silvestro Buono